# Lista de membros associados da Academia Brasileira de Ciências empossados em 1978
Esta lista contém os nomes dos membros associados da Academia Brasileira de Ciências empossados em 1978. 
A categoria de associados foi extinta na reforma estatutária ocorrida em 1999. Ambas as categorias titular e associado são de caráter vitalício. 
| Imagem | Nome                  | Datas de nascimento e falecimento | Local de nascimento | Área de especialização | Alma mater | Data de posse       | Conhecido por | Referências |
| ------ | --------------------- | --------------------------------- | ------------------- | ---------------------- | ---------- | ------------------- | ------------- | ----------- |
|        | David Goldstein Costa | 02 de fevereiro de 1945           |                     | Ciências Matemáticas   | UFPE       | 11 de abril de 1978 |               | [ 3 ]       |